# Умут Гюнеш
Умут Гюнеш (тур. Umut Güneş, нар. 16 березня 2000, Альбштадт, Німеччина) — турецький футболіст, півзахисник клубу «Істанбул Башакшехір».

## Ігрова кар'єра

### Клубна
Свою футбольну кар'єру Умут Гюнеш починав в німецькому клубі «Штутгарт». Він провів чотири матчі за дублюючий складі Регіональній лізі.
Влітку 2019 року футболіст перебрався до Туреччини, де приєднався до клубу вищого дивізіону «Аланіяспор». Перший сезон Гюнеш грав переважно в кубкових матчах. Після зимовї перерви півзахисник закріпився в основі команди. 
Сезон 2023/24 Гюнеш почав в складі «Трабзонспора», з яким підписав контракт до літа 2027 року. В зимове трансферне вікно в лютому 2025 року футболіст перейшов до столичного «Істанбул Башакшехір», з яким підписав контракт до літа 2028 року.

### Збірна
У 2017 році в складі юнацької збірної Туреччини (U-17) Умут Гюнеш брав участь у юнацькому чемпіонаті Європи в Хорватії, де команда Туреччини дісталася півфіналу. Пізніше в тому ж році він також грав на юнацькому чемпіонаті світу в Індонезії.
У 2018 році в складі збірної Туреччини (U-19) Гюнеш виступав на юнацькому чемпіонаті Європи у Фінляндії.
У 2019 році Гюнеш дебютував у складі молодіжної збірної Туреччини.